# ستانلي آدامز (المبلغ عن المخالفات )
ستانلي آدامز (ولد عام 1927) هو مدير تنفيذي سابق لشركة أدوية ومبلغ عن المخالفات في الشركة ، وكانت قضيته سببًا رئيسيًا في السبعينيات.
وُلِد في مالطا باسم ستانيسلاو فورموزا ، وقام بتغيير اسمه إلى ستانلي جورج آدامز عن طريق الاستطلاع في 12 مايو 1950. كان آدامز مديرًا تنفيذيًا كبيرًا في شركة الأدوية السويسرية هوفمان-لا روش عندما اكتشف في عام 1973 وثائق تشير إلى أن الشركة متورطة في  تثبيت الأسعار من أجل تضخيم سعر الفيتامينات بشكل مصطنع .2 قام بتمرير المستندات إلى لجنة المنافسة التابعة للجماعة الاقتصادية الأوروبية ، مدركًا أن سويسرا ، رغم أنها ليست جزءًا من لا{EEC }، لديها اتفاقية تجارة حرة معها.
فشلت {EEC }في الحفاظ على سرية اسمه أثناء تحقيقها ، حيث قامت بتمرير وثائق تحتوي على اسم آدامز إلى هوفمان لاروش. ألقي القبض على آدامز ووجهت إليه تهمة التجسس الصناعي والسرقة. قيل لزوجة آدامز إنه يواجه عقوبة بالسجن لمدة 20 عامًا بتهمة التجسس الصناعي. انتحرت. في النهاية ، قضى آدامز ستة أشهر في سجن سويسري. (131) عندما أُطلق سراحه ، فر إلى المملكة المتحدة ، وبمساعدة عدد من نواب حزب العمال ، ولا سيما جون بريسكوت ، نائب زعيم الحزب فيما بعد ، حاول استرداد التعويض. من كل من الحكومة السويسرية والاتحاد الأوروبي. في عام 1985 وافق الاتحاد الأوروبي على دفع 200 ألف جنيه إسترليني لأدامز ، أي حوالي 40٪ من إجمالي تكاليفه. قام بتوثيق الملحمة في Roche vs Adams.
في عام 1985 ، تم انتخابه رئيسًا لجامعة سانت أندروز (منصب طالب انتخب). في عام 1994 ، أُدين آدامز بتهمة حث توني كوكس ، العضو السابق في وحدة سرية للجيش البريطاني في أيرلندا الشمالية ، على قتل زوجته الثانية ، حتى يتمكن من المطالبة بمبلغ 500 ألف جنيه إسترليني في التأمين على الحياة. وتعليقًا على أفعاله بعد إطلاق سراحه من السجن ، أعرب آدامز عن أسفه لأن جهوده لقتل زوجته قد دمرت فرصه في الحصول على مقعد في مجلس اللوردات. قضى خمس سنوات من حكم بالسجن لمدة عشر سنوات.
في عام 1985 ، صنع المخرج / المنتج جون جولدشميت الفيلم التلفزيوني {{A Song for Europe }}، المعروف أيضًا باسم {A Crime of Honor }، مستوحى من قصة {Adams.} عُرض الفيلم على القناة الرابعة في المملكة المتحدة ، وعلى قناة [ZDF ]في ألمانيا ، وعلى قناة [SRG ]في سويسرا وعلى قناة [ORF ]في النمسا. فاز الممثل البريطاني ديفيد سوشيت وجولدشميت بجوائز الجمعية التليفزيونية الملكية عن الفيلم...